# Anawrahta

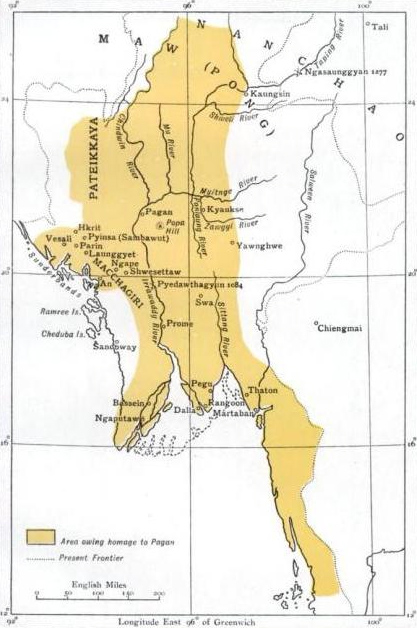
Paganriket

Anawrahta, även kallad Aniruddha, var den förste regenten som enade Burma till ett kungarike. Anawrahta regerade mellan 1044 och 1077 med Pagan som huvudstad.
Anawrahta blev kung vid 29 års ålder. Han införde ett välordnat administrativt styre i sitt rike och lät bygga bevattningssystem som gjorde effektiv risodling möjlig, något som också gynnade handeln. Hans rikedom växte och han blev en av de främsta kungarna i området.
På 1050-talet påbörjade Anawrahta en mer expansiv politik och etablerade en krigsmakt som han riktade mot monfolket. 1057 intog han monfolkets stad Thaton och det ledde till att ledare för mon underkastade sig Anawrahta vars imperium därmed var grundat. 30 000 människor fördes till Pagan som krigsbyte,  samt en mängd heliga skrifter och reliker. I och med detta kom riket i kontakt med indisk kultur och religion samt monfolkets skriftspråk.  Anawrahta själv konverterade till theravadabuddhismen under ledning av en monmunk, Shin Arahan. Anawrahta strävade efter att få sitt folk att överge den då dominerande tantriska trosinriktningen till förmån för theravadabuddismen som sedan kom att bli den dominerande trosinrikningen. Huvudstaden Pagan blev en framstående stad med pagoder och tempel.

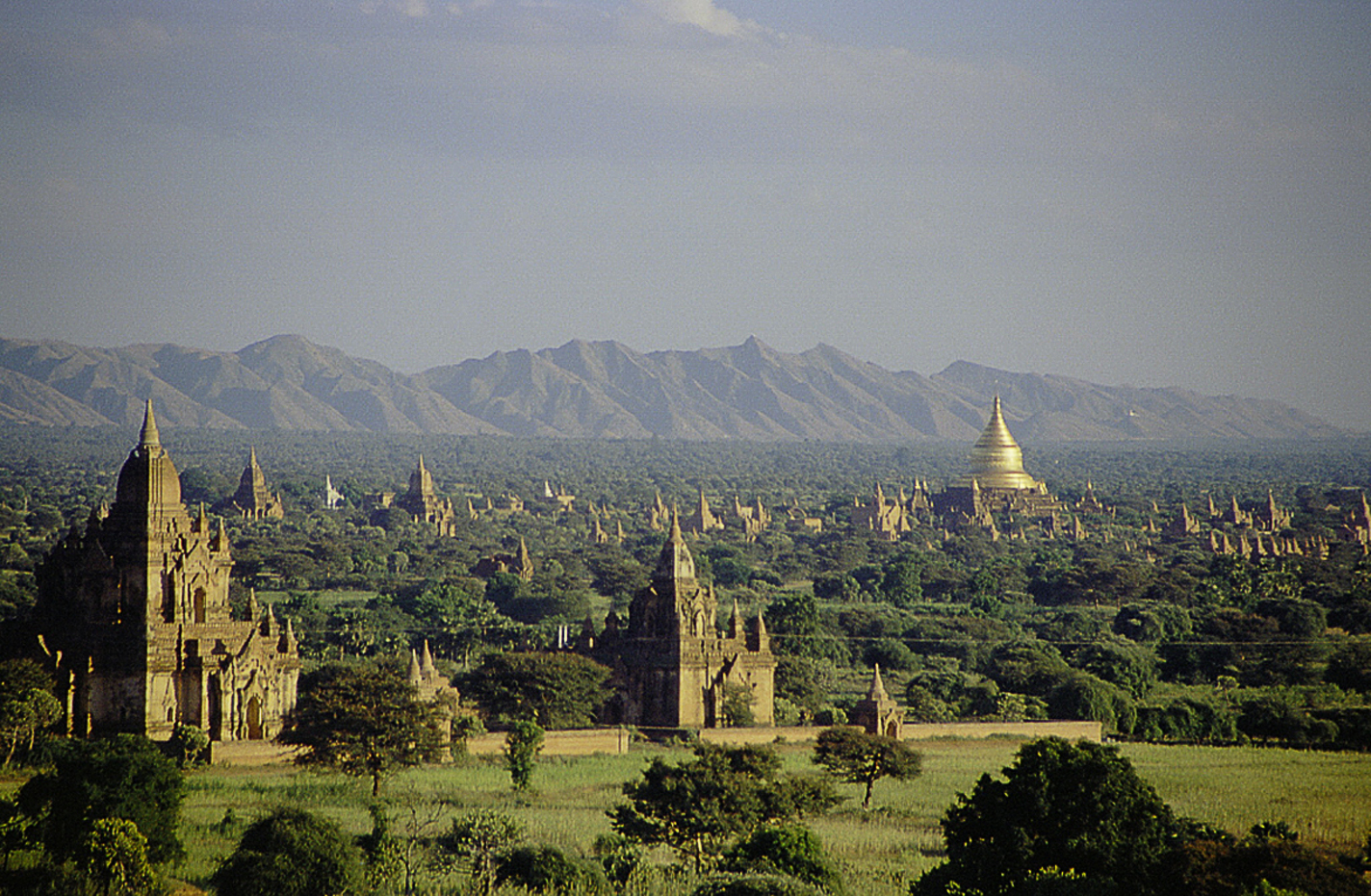
Pagan, numera Bagan

Anarwahta rike sträckte sig till Nanzhao i norr, Arakan i väster, till det som idag är Rangoon i söder och nuvarande norra Thailand i öster. Han hade diplomatiska förbindelser med Vijayabahu, kung av Ceylon som 1071 behövde hjälp av  burmesiska munkar att revitalisera den buddhistiska tron på ön.